# Aline De Senezcourt
Aline De Senezcourt, née Aline Deligne à Bruxelles, le 16 octobre 1822 et morte à Schaerbeek, le 12 mars 1900, est une peintre belge.
Son champ pictural, à l'huile et à l'aquarelle, couvre essentiellement les scènes de genre. Elle dispense des cours de dessin organisés par la ville de Bruxelles.
Ses œuvres sont notamment conservées au Musée Groeninge à Bruges.

## Biographie

### Famille
Aline Deligne, née rue de Coudenberg, aux écuries du roi, à Bruxelles, le 16 octobre 1822, est la fille de Louis Joseph Deligne (1782), sous-officier du second Régiment des carabiniers, né à Nivelles, et de Jeanne Sophie Theaude (1796), née à Poitiers, mariés à Laeken le 18 juillet 1815. Le 20 août 1845, elle épouse à Bruxelles Jules De Senezcourt (1818-1866), artiste peintre. Le couple a une fille : Charlotte De Senezcourt (1844-1914), également artiste peintre.

### Carrière
Aline De Senezcourt expose pour la première fois au Salon de Bruxelles de 1845 une scène de genre intitulée Un aveu. Elle expose à 26 Salons triennaux belges, jusqu'en 1883, et à l'Exposition des maîtres vivants à La Haye en 1853.
Maîtresse de dessin aux cours d'éducation de la ville de Bruxelles, depuis septembre 1865, elle est pensionnée par arrêté royal du 15 février 1879 et reçoit annuellement 800 francs.
Aline De Senezcourt, veuve depuis 1866, meurt à l'âge de 77 ans, le 12 mars 1900 à Schaerbeek.

## Œuvre

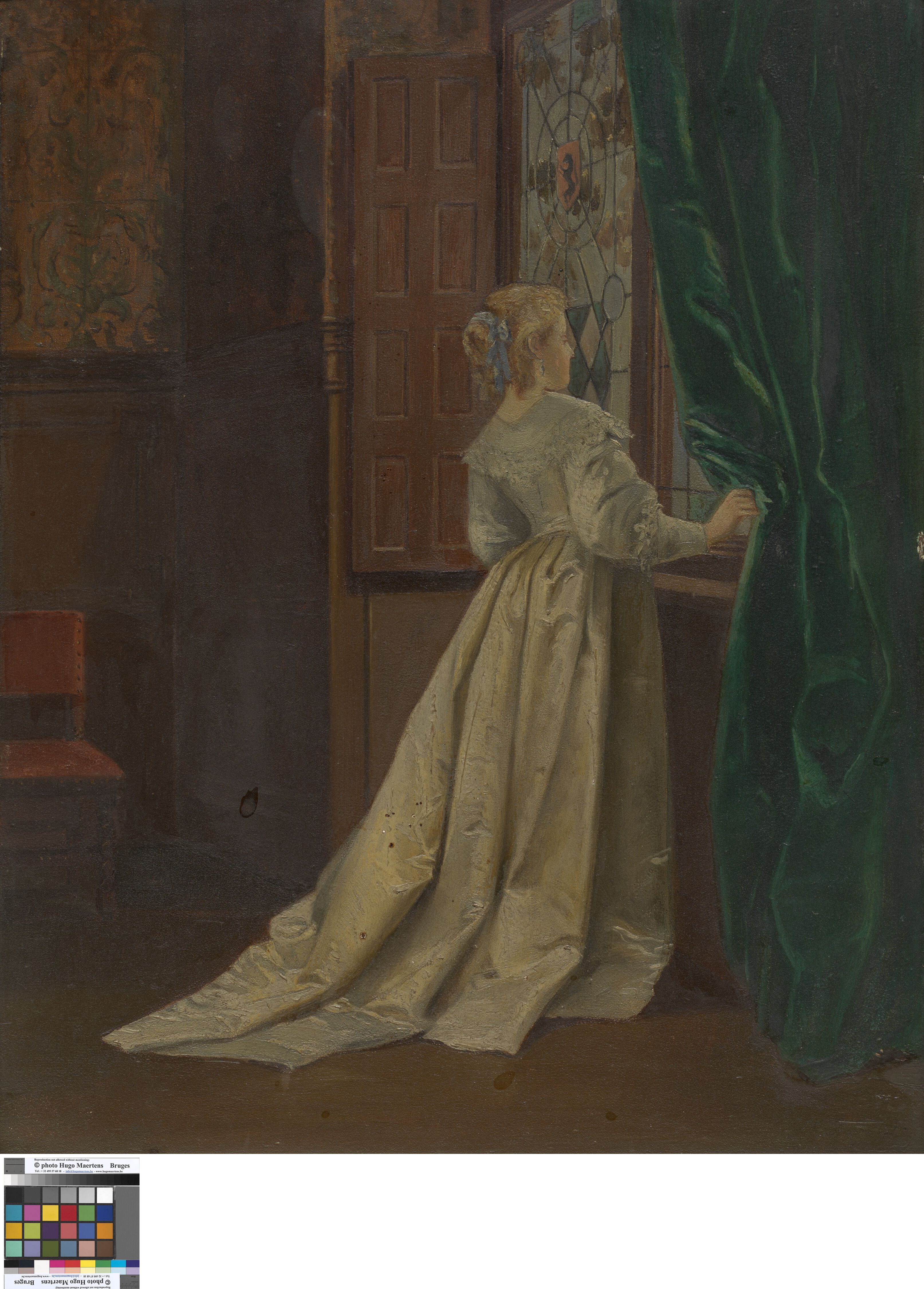
Femme près d'une fenêtre, Musée Groeninge.

### Thèmes
Son champ pictural, à l'huile ou à l'aquarelle, couvre essentiellement les scènes de genre qu'elle situe préférentiellement sous la Régence et sous le règne de Louis XV.
Au Salon de Bruxelles de 1881, elle expose deux plats en faïence qu'elle a peints d'après Nicolas Lancret et Antoine Watteau.
Signe : aline De Senezcourt

### Réception critique
Au Salon de Bruxelles de 1848, le critique Louis Van Rooy estime que les miniatures d'Aline De Senezcourt se distinguent par un sentiment naïf qui ne manque pas de charme et désirerait que ses miniatures soient aussi vigoureuses que la Sainte-Famille, aquarelle d'après van Dyck qu'elle expose également.
Lors du Salon de Bruxelles de 1860, Louis Alvin juge Le Printemps comme un tableau d'une touche piquante et spirituelle.

### Expositions

#### Belgique
- Salon de Bruxelles de 1845 : Un aveu[2].
- Salon de Bruxelles de 1848 : Sainte-Famille, aquarelle d'après van Dyck et des miniatures[9].
- Salon de Gand (XXe) de 1850 : Un thé sous Louis XV, Jeune fille dessinant et Déclaration[10].
- Salon de Bruxelles de 1851 : Le Nid et La Conversation[11].
- Salon d'Anvers de 1852 : À la ville et À la campagne[12].
- Salon de Bruxelles de 1854 : La Promenade sur l'eau, La Lecture et La Partie de musique[13].
- Salon d'Anvers de 1855 : La Promenade sur l'eau et La Lettre[14].
- Salon de Bruxelles de 1857 : De quoi s'amusent les femmes, Halte de chasse dans les bois de Tervuren au XVIIIe siècle et Délassement de jeune fille[15].
- Salon d'Anvers de 1858 : Le Billet, XVIIIe siècle, Une chasse dans les bois de Tervuren, Villégiature XVIIIe siècle[16].
- Salon de Gand (XXIVe) de 1859 : La Repasseuse, intérieur du XVIIIe siècle, Le Repos de chasse, costume du XVIIIe siècle, Les Délassements champêtres et La Petite ménagère[17].
- Salon de Bruxelles de 1860 : Le Printemps.
- Salon d'Anvers de 1861 : Étude de femme, Délassements champêtres et Le Portrait[18].
- Salon de Gand (XXVe) de 1862 : Le Portrait et La Sérieuse et la coquette[19].
- Salon de Bruxelles de 1863 : Passe-temps de jeune fille, La Sieste, Le Bijou et Le Portrait[20].
- Salon de Gand (XXVIe) de 1865 : Passe-temps de jeune fille et La Petite curieuse[21].
- Salon d'Anvers de 1867 : Les Souvenirs[22].
- Salon de Gand (XXVIIe) de 1868 : La Toilette[23].
- Salon d'Anvers de 1870 : Jeune femme mettant sa boucle d'oreille[24].
- Salon de Gand (XXVIIIe) de 1871 : Jeune femme à sa toilette[25].
- Salon de Bruxelles de 1872 : Jeune femme à sa toilette[26].
- Salon d'Anvers de 1873 : Le Dernier coup d'œil[27].
- Salon de Bruxelles de 1875 : La Lettre et Coquetterie[28].
- Salon d'Anvers de 1876 : La Lettre[29].
- Salon de Gand (XXXIe) de 1880 : deux scènes champêtres peintes sur faïence[30].
- Salon de Bruxelles de 1881 : Plat en faïence d'après Lancret et Plat en faïence d'après Watteau[6].
- Salon de Gand de 1883 (XXXIIe) : Un déjeuner sous Louis XV[31].

#### Pays-Bas
- Exposition des maîtres vivants à La Haye en 1853 : Une conférence au XVIIIe siècle et Loisirs ruraux[3].

### Collections muséales
- Musée Groeninge (Bruges) : Femme près d'une fenêtre, huile sur toile, inventaire no 0000.GRO0361, format 27,1 × 20 cm.